# Јангстаун (Пенсилванија)
Јангстаун (енгл. Youngstown) град је у америчкој савезној држави Пенсилванија.

## Демографија
По попису из 2010. године број становника је 326, што је 74 (-18,5%) становника мање него 2000. године.
| Група             | 2000.       | 2010.       |
| Белци             | 397 (99,3%) | 322 (98,8%) |
| Афроамериканци    | 0 (0,0%)    | 0 (0,0%)    |
| Азијати           | 0 (0,0%)    | 0 (0,0%)    |
| Хиспаноамериканци | 1 (0,3%)    | 2 (0,6%)    |
| Укупно            | 400         | 326         |